# Gelosia (architettura)
In architettura, la gelosia è un elemento divisore verticale, un tipo di persiana molto esteso, simile ad un paravento e un fragisole.
Caratteristica nell'architettura araba, serve ad ombreggiare (come una parete verticale) lasciando comunque inalterata la circolazione naturale di aria.